# 요시다 코나미
요시다 코나미(일본어: 吉田小南美, 1967년 6월 6일 ~ )는 일본의 여자 성우이다.

## 출연 작품

### TV 애니메이션
1991년
- 절대무적 라이징오(시라토리 마리아)

1994년
- 마법기사 레이어스(류자키 우미)
- 마법진 구루구루(쿠쿠리)
- 초 버릇이 될 것 같아♥(사오토메 아오이)
- 메탈파이터 미쿠(미쿠)

1995년
- 보노보노(시마리스)

1997년
- 김전일 소년 사건부(괴도 신사)
- 용자왕 가오가이가(파리앗쵸, 제트마스터, 이소가이 사쿠라, 하츠노 하나)

1998년
- 마술사 오펜(레키)
- 모모이로 시스터즈(후쿠야 케이코)
- 제너레이터 가우루(나츠메)

1999년
- 마술사 오펜 Revenge(레키, 엘카레나)

2000년
- 마법진 구루구루(新)(쿠쿠리)

2002년
- 근육맨 2세(알렉산드리아 미트)

2003년
- 금색의 갓슈벨!!(갓슈벨, 로브노스)

2005년
- 장금이의 꿈(이연생)
- 투하트 2(히메유리 루리)

2006년
- 키라링 레볼루션(미나미 아카네)

### OVA
1989년
- 기동전사 건담 0080 : 주머니 속의 전쟁(도로시)

1991년
- 마물헌터 요코(칸자키 아즈사)

1992년
- 바스타드(시라 토엘 메타리카나)

1997년
- 마법기사 레이어스 OVA(류자키 우미)

2007년
- OVA 투하트 2(히메유리 루리)

2008년
- OVA 투하트 2 ad(히메유리 루리)

2009년
- OVA 투하트 2 adplus(히메유리 루리)

2010년
- OVA 투하트 2 adnext(히메유리 루리)

### 극장판
1996년
- 마법진 구루구루 극장판(쿠쿠리)